# Gornje Ledenice
Gornje Ledenice je naseljeno mjesto u sastavu općine Gradačac, Federacija Bosne i Hercegovine, a dio u sastavu općine Pelagićevo, Republika Srpska.

## Stanovništvo
| Gornje Ledenice    |            |
| godina popisa      | 1991.      |
| Muslimani          | 462 (100%) |
| Srbi               | 0          |
| Hrvati             | 0          |
| Jugoslaveni        | 0          |
| ostali i nepoznato | 0          |
| ukupno             | 462        |